# 兰布勒希滕
兰布勒希滕是奥地利上奥地利州因克赖斯地区里德县的一个市镇。总面积24平方公里，总人口1329人，人口密度55.4人/平方公里（2005年）。